# 基建及水管理部
基建及水管理部（荷蘭語：Ministerie van Infrastructuur en Waterstaat）是荷蘭掌管水管理、交通運輸和基礎建設的政府部會。最高首長為一位大臣與一位國務秘書。

## 職責
交通部兩大職責為：
- 管理人員和貨物在道路、鐵路、船隻和飛機的運輸。
- 水管理、水利工程如堤防、圩田和水道等。

## 組織
交通部主大樓位於海牙。正副秘書長管理整個公務部門，下設四個機構：
- 流動總司（Directoraat-generaal Mobiliteit）
- 航空及海事總司（Directoraat-generaal Luchtvaart en Maritieme Zaken）
- 水總司（Directoraat-generaal Water）
- 國家水利局（Rijkswaterstaat）

另外還有獨立運作的機構荷蘭皇家氣象研究所（Koninklijk Nederlands Meteorologisch Instituut）。
水資源委員會（Waterschap）是荷蘭水管理中另一個重要的機構，負責管理地方和區域的水務工作。

## 歷史
交通及水管理部，成立於1809年，當時稱為「水管理部」，是荷蘭歷史最悠久的部會之一。1831年，被併入荷蘭內政及王國關係部。1877年，荷蘭成立「水管理、貿易和工業部」。1906年，水管理部成為獨立部會。二戰後，水管理部增加交通事務。

## 外部連結
- 官方網頁 （页面存档备份，存于）